# Geltsdale
Geltsdale is een gehucht en voormalig civil parish in het bestuurlijke gebied City of Carlisle, in het Engelse graafschap Cumbria. In 2001 telde het civil parish 6 inwoners.
Het gehucht behoort tot de civil parish Castle Carrock and Geltsdale.